# Barneystrombus
Barneystrombus is een geslacht van weekdieren uit de klasse van de Gastropoda (slakken).

## Soorten
- Barneystrombus boholensis (Mühlhäusser, 1981)
- Barneystrombus kleckhamae (Cernohorsky, 1971)